# Melanotrichia yadu
Melanotrichia yadu är en nattsländeart som beskrevs av Schmid 1982. Melanotrichia yadu ingår i släktet Melanotrichia och familjen Xiphocentronidae. Inga underarter finns listade i Catalogue of Life.